# Shahekou

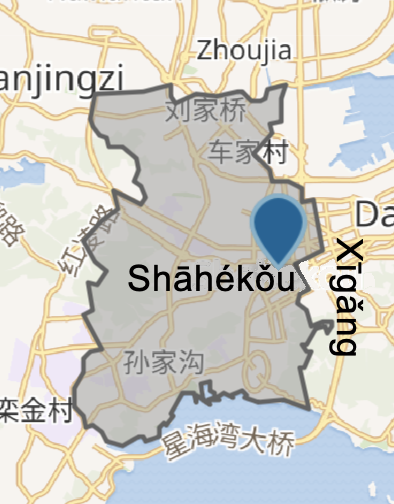
Lagekarte

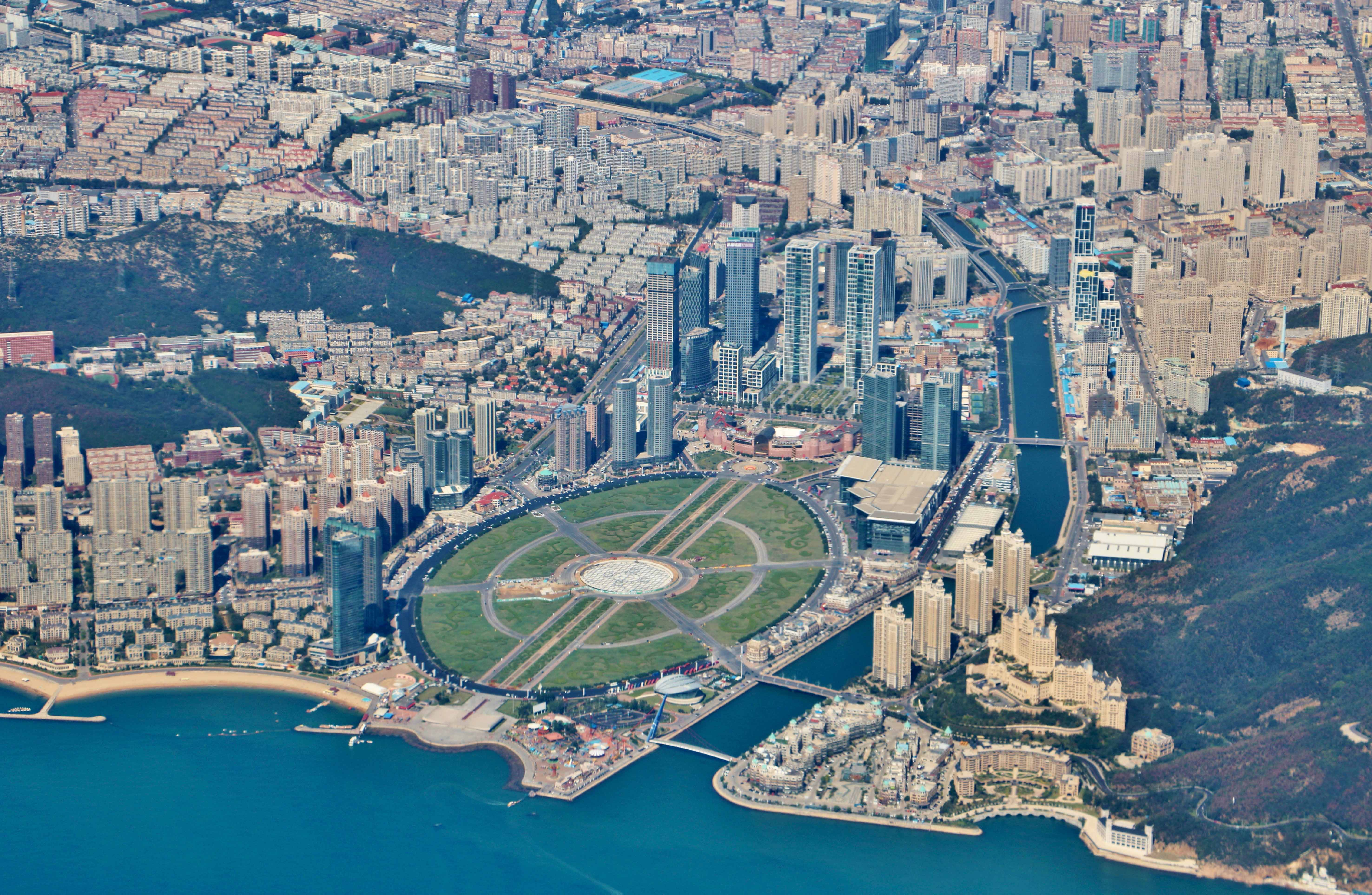
Grünfläche des Xinghai-Platzes und Flussmündung

Der Stadtbezirk Shahekou (沙河口区,  Shāhékǒu Qū, übersetzt „Sandflussmünde-Bezirk“) ist ein Stadtbezirk der Unterprovinzstadt Dalian in der chinesischen Provinz Liaoning. Shahekou hat eine Fläche von 43,19 km² und zählt 670.310 Einwohner (Stand: Zensus 2020). Mit 15.520 E./km² ist er der dichtestbesiedelte Stadtbezirk von Dalian. 
Er schließt westlich, von der städtisch bebauten Fläche her südwestlich, an den Bezirk Xīgǎng 西岗 („Westliche Anhöhe“) an, in dem die Stadtregierung ihren Sitz hat, und ist wie jener von der Straßenbahn erschlossen. Seine Küste bildet den nördlichste Teil des Ufers der Xinghai 星海 („Sternenmeer“)-Bucht, deren übriges Nordufer zu den Stadtbezirken Xīgǎng 西岗 und Zhōngshān 中山 gehört. 

## Administrative Gliederung
Auf Gemeindeebene setzt sich der Stadtbezirk aus neun Straßenvierteln zusammen. 